# Onthophagus wombalano
Onthophagus wombalano är en skalbaggsart som beskrevs av Matthews 1972. Onthophagus wombalano ingår i släktet Onthophagus och familjen bladhorningar. Inga underarter finns listade i Catalogue of Life.